# Johannes Felsner
Johannes Felsner (* 10. Oktober 1998 in Schladming) ist ein österreichischer Fußballspieler.

## Karriere
Felsner begann seine Karriere beim SV Union Haus im Ennstal. 2009 wechselte er zum FC Schladming. 2012 wechselte er zur Kapfenberger SV. Im Mai 2014 debütierte er für die Amateurmannschaft der Steirer in der Regionalliga, als er am 30. Spieltag der Saison 2013/14 gegen den SAK Klagenfurt in der 75. Minute für Raphael Mayr eingewechselt wurde. In jenem Spiel konnte er sogar den Treffer zum 6:4-Endstand erzielen. Mit den Kapfenbergern musste er jedoch in jener Saison in die Landesliga Steiermark absteigen.
Im Jänner 2016 rückte Felsner in den Profikader der Steirer auf. Im März 2017 debütiert er in der zweiten Liga, als er am 24. Spieltag der Saison 2016/17 gegen den FC Liefering in der Nachspielzeit für João Victor ins Spiel gebracht wurde.
Nach vier Zweitligaeinsätzen für die KSV wechselte er im Jänner 2020 zum fünftklassigen ASV Bad Mitterndorf. Nachdem er aufgrund der COVID-19-Pandemie nicht in die Meisterschaft starten konnte, wechselte er im Sommer zu seinem Heimatklub, dem FC Schladming, und kam ab Sommer 2020 für diesen zu Einsätzen in der fünftklassigen Oberliga Nord. 2022/23 schaffte er mit dem FC Schladming den Aufstieg in die Landesliga.